# Omicron ypsilon
Omicron ypsilon är en stekelart som beskrevs av Giordani Soika 1978. Omicron ypsilon ingår i släktet Omicron och familjen Eumenidae. Inga underarter finns listade i Catalogue of Life.